# فرناندو رویگ
فرناندو رویگ (انگلیسی: Fernando Roig; ۲۵ ژوئن ۱۹۴۷) کارآفرین و سرمایه‌دار اهل اسپانیا است، که مالک باشگاه فوتبال ویارئال می‌باشد.